# 태안 박씨
태안 박씨(泰安 朴氏)는 충청남도 태안군을 관향으로 삼는 한국의 성씨 본관이다. 시조는 고려 말기 시대 사람인 박원의(朴元義)라는 인물이다.

## 역사
『태안박씨족보(泰安朴氏族譜)』에 의하면 태안 박씨(泰安 朴氏)의 시조 박원의(朴元義, 생년(대략 1327년경 전후) 미상~1391년 사망)는 고려 시대의 공민왕(생몰: 1330년~1374년)의 치세 시대 말기(대략 1373년경)에 상서좌복야(尙書左僕射)를 역임하고, 우왕(생몰: 1365년~1389년)의 치세 말기 때(대략 1386년경)에는 광록대부(光祿大夫)에까지 올라 결국, 태안군(泰安君)에 봉해졌다고 한다. 그는 신라 시대의 제54대 군주 경명왕(박승영)의 맏아들 밀성대군 박언침(密城大君 朴彦忱)의 13세손이라고 한다. 후손들이 그를 시조로 받들고 밀양 박씨(密陽 朴氏)에서 분적하여 태안(泰安)을 관향으로 삼았다.

## 분파
- 진주파(晋州派) : 박상덕(朴尙德)
- 청산파(靑山派) : 박자주(朴自冑)
- 정읍파(井邑派) : 박일종(朴一宗)